# A Missa em Bolsena (Rafael)
A Missa em Bolsena é uma pintura do artista renascentista italiano Rafael. Foi pintada entre 1512 e 1514 como parte da encomenda de Rafael para decorar com afrescos as salas que hoje são conhecidas como Salas de Rafael, no Palácio Apostólico do Vaticano. Está localizado na Sala de Heliodoro (em italiano, Stanza di Eliodoro), que leva o nome do episódio bíblico narrado em II Macabeus sobre Heliodoro, que foi enviado para apreender o tesouro preservado no Templo em Jerusalém, mas foi interrompido quando a oração do sacerdote do templo foi respondida por anjos que açoitaram o intruso e um cavaleiro angélico que o expulsou do templo.